# Gilia lomensis
Gilia lomensis är en blågullsväxtart som beskrevs av V. Grant. Gilia lomensis ingår i släktet gilior, och familjen blågullsväxter. Inga underarter finns listade i Catalogue of Life.